# Pol-Miedź Trans
Pol-Miedź Trans Sp. z o.o. (zkratka PMT, kód VKM PMTLU) je železniční dopravce, provozující nákladní železniční dopravu na území Polska. Firma je součástí hornicko-hutnické kapitálové skupiny KGHM Polska Miedź S.A. a sídlí v Lubinu.

## Historie
Kořeny nynější společnosti PMT sahají do toku 1968 byl v rámci kombinátu KGHM vytvořen Podnik dopravy, jehož úkolem bylo zajištění železniční a silniční dopravy v rámci koncernu.
V roce 1997 vznikla vyčleněním z firmy KGHM Polska Miedź samostatná společnost PMT, která však zůstala dceřinou firmou mateřského koncernu KGHM Polska Miedź. Po této majetkoprávní změně začala firma nabízet své služby i zákazníkům mimo mateřský koncern.

## Železniční doprava

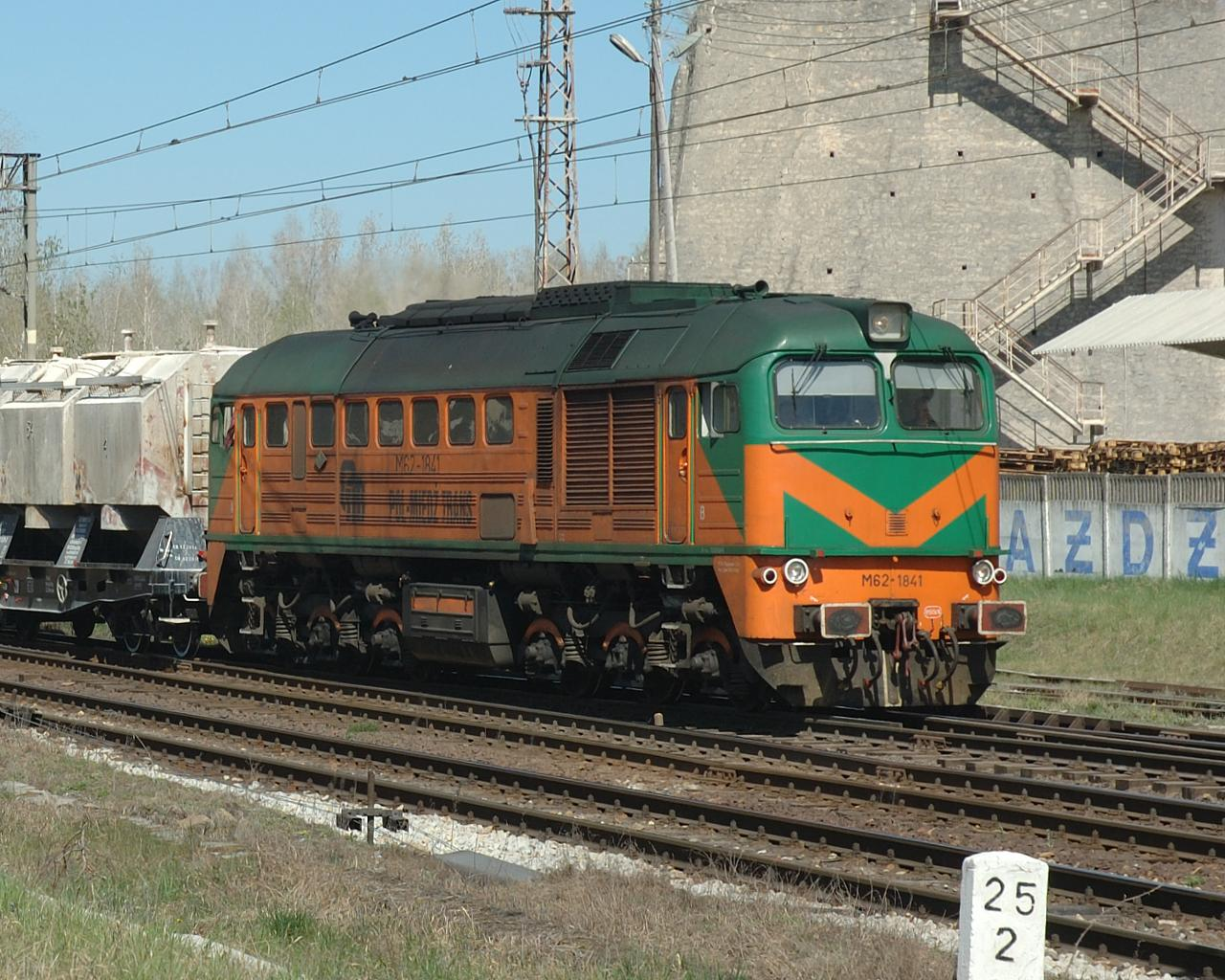
Lokomotiva M62-1841 dopravce Pol-Miedź Trans

### Provozování drážní dopravy
Společnosti provozuje nákladní železniční dopravu na vlastní síti spojující jednotlivé měděné doly a hutě v okolí Lubinu, ale také na veřejné síti společnosti PKP Polskie Linie Kolejowe. Doprava je organizována ve třech provozních odděleních se sídly v Lubinu, Głogówě a Lehnici.
Firma ročně přepraví kolem 15 milionů tun zboží. Mezi hlavní přepravované substráty patří např. katodová měď, koncentrát mědi, kyselina sírová, koks, vápenec, vápno, nafta, kamenivo.

### Lokomotivy
Společnost provozuje celkem 41 motorových lokomotiv (stav k roku 2006) následujících typů:
- Ls800 / SM42 – 19 ks
- TEM2 / SM48 – 7 ks
- TEM2 / SM48 remotorizované – 4 ks
- 411D / SM31 – 4 ks
- T448p – 2 ks
- M62 / ST44 – 5 ks

V roce 2011 společnost zakoupila dvě moderní elektrické lokomotivy Bombardier TRAXX F140 DC.

## Další aktivity
Vedle železniční dopravy je PMT také významným provozovatelem silniční nákladní dopravy s využitím různých typů vozidel podle přepravovaného zboží. Provozuje také autobusovou dopravu. Firma také zajišťuje prodej ropných produktů.
Mezi významné aktivity společnosti patří též oprava a údržba železničních tratích, lokomotiv a železničních vozů a opravy a údržba silničních vozidel.